# Truyền hình tại Armenia
Truyền hình tại Armenia được ra đời năm 1955, khi Armenia còn có tên là Cộng hòa Xã hội chủ nghĩa Xô viết Armenia.

## Danh sách các kênh truyền hình
Đây là danh sách các kênh truyền hình phát sóng từ Armenia bằng tiếng Armenia.

### Công cộng
| Tên          | Chủ sở hữu                   | Năm thành lập | Liên kết         |
| ------------ | ---------------------------- | ------------- | ---------------- |
| Armenia 1    | Public Television of Armenia | 1955          | www.1tv.am       |
| Armenia 2    | Prometevs                    | 1999          | www.tv.am        |
| Shoghakat TV | Armenian Apostolic Church    | 1998          | www.shoghakat.am |

### Tư nhân
| Tên          | Chủ sở hữu               | Năm thành lập | Liên kết                                              |
| ------------ | ------------------------ | ------------- | ----------------------------------------------------- |
| Armenia TV   | CS Media                 | 1997          | Lưu trữ ngày 15 tháng 10 năm 2012 tại Wayback Machine |
| Shant TV     | Shant TVR                | 1994          |                                                       |
| Armnews      | CS Media                 | 2001          | Lưu trữ ngày 12 tháng 4 năm 2022 tại Wayback Machine  |
| Yerkir Media | Husaber                  | 2003          | Lưu trữ ngày 30 tháng 1 năm 2018 tại Wayback Machine  |
| Kentron      | Multi Media Kentron      | 2003          |                                                       |
| A-TV         | Armen and Hakob brothers | 2010          | Lưu trữ ngày 24 tháng 8 năm 2017 tại Wayback Machine  |
| Dar 21       | Dar 21                   | 1998          | Lưu trữ ngày 24 tháng 4 năm 2013 tại Wayback Machine  |
| Lime         | ?                        | 2010          | Lưu trữ ngày 16 tháng 1 năm 2013 tại Wayback Machine  |

## Khu vực
| Tên               | Năm thành lập | Khu vực      | Chú thích                                            |
| ----------------- | ------------- | ------------ | ---------------------------------------------------- |
| Yerevan TV        | 1999          | Yerevan      | Lưu trữ ngày 7 tháng 4 năm 2013 tại Wayback Machine  |
| AR                | 1997          | Yerevan      | Lưu trữ ngày 16 tháng 1 năm 2006 tại Wayback Machine |
| Artsakh Public TV | 1988          | Stepanakert  | Lưu trữ ngày 29 tháng 5 năm 2018 tại Wayback Machine |
| Gala TV           | 2005          | Gyumri       | Lưu trữ ngày 5 tháng 12 năm 2012 tại Wayback Machine |
| Shant Gyumri      | 1994          | Gyumri       |                                                      |
| Tsayg             | 1991          | Gyumri       |                                                      |
| Shirak Public TV  | 1992          | Gyumri       |                                                      |
| Fortuna Lori TV   | 1993          | Vanadzor     |                                                      |
| Lori TVR          | 1995          | Vanadzor     |                                                      |
| Channel 9         | 2002          | Vanadzor     |                                                      |
| Mig TV            | 2004          | Vanadzor     |                                                      |
| Ankyun+3          | 1999          | Alaverdi     | Lưu trữ ngày 24 tháng 7 năm 2013 tại Wayback Machine |
| Geghama TV        | 2010          | Sevan        | Lưu trữ ngày 11 tháng 6 năm 2013 tại Wayback Machine |
| STV1              | 1999          | Sevan        |                                                      |
| Qyavar            | 1997          | Gavar        |                                                      |
| Zangak            | 1996          | Martuni      |                                                      |
| Tavush TV         | 2010          | Noyemberyan  | Lưu trữ ngày 25 tháng 6 năm 2013 tại Wayback Machine |
| Qamut             | 1994          | Noyemberyan  |                                                      |
| Telelex           | 1999          | Artashat     |                                                      |
| ALT               | 1989          | Armavir      |                                                      |
| Noy               | 1995          | Armavir      |                                                      |
| Khustup           | 2004          | Kapan        | Lưu trữ ngày 30 tháng 8 năm 2017 tại Wayback Machine |
| Sosi TV           | 1996          | Kapan        | Lưu trữ ngày 6 tháng 3 năm 2018 tại Wayback Machine  |
| Syuni TV          | 2003          | Sisian       |                                                      |
| Kaputjigh         | 1996          | Kajaran      |                                                      |
| Last TV           | 1998          | Goris        |                                                      |
| Nig               | 1997          | Aparan       |                                                      |
| Hrazdan TV        | 1991          | Hrazdan      | Lưu trữ ngày 3 tháng 6 năm 2018 tại Wayback Machine  |
| Lusalik           | 1999          | Charentsavan |                                                      |
| Abovyan TV        | 1997          | Abovyan      |                                                      |

## Truyền hình Internet
| Biểu trưng | Tên              | Chủ sở hữu        | Liên kết              |
| ---------- | ---------------- | ----------------- | --------------------- |
|            | Armenia 1        | APTV              | H1 TV                 |
|            | Omega TV Armenia | Omega TVR         |                       |
|            | USArmenia TV     | CS Media          | USArmenia             |
|            | Toot TV          | Anush Media Group | http://www.toottv.com |
|            | ARTN             | Shant TVR         | Shant TV              |
|            | MTV.am           | «ODAK Group»      | MTV am                |
|            | A1plus           | «A1plus»          | A1 plus               |
|            | Yerkir Media     | «Yerkir Media»    | Yerkir Media          |
|            | Gala TV          | «Gala TV»         | Gala TV               |
|            | AMC TV           | «AMC TV»          | AMC TV                |
|            | ArMusicTv        | «ArMusicTV»       | ArMusicTv             |
|            | CivilNet TV      | «CivilNet»        | CivilNet TV           |
|            | Best TV          | «Best TV»         | Best TV               |

### Ngừng phát sóng
| Tên           | Chủ sở hữu      | Năm thành lập | Ngừng phát sóng |
| ------------- | --------------- | ------------- | --------------- |
| A1plus        | Meltex          | 1993          | 2002            |
| ALM           | ALM Holding     | 2002          | 2011            |
| Nork          | APTV            | 1978          | 2003            |
| Nor Alik      | APTV            | 2003          | 2007            |
| Ararat        | APTV            | 2003          | 2012            |
| ART 13        | Art 13          | 1995          | 2004            |
| Hayreniq TV   | Grand Holding   | 2002          | 2011            |
| Hay TV        | Hay TV          | 1999          | 2012            |
| TV5           | CS Media        | 2002          | 2012            |
| Noyyan Tapan  | Noyyan Tapan    | 1996          | 2001            |
| Armenakob     | Armenakob       | 1999          | 2008            |
| Avetis        | Avetis TV       | 1995          | 2007            |
| Cinemax       | Cinemax Armenia | 2002          | 2004            |
| Ejmiatzin TV  | Ejmiatzin       | 1994          | 2000            |
| Mayr Hayrenik | Mayr Hayrenik   | 1994          | 1999            |
| Ayg           | Ayg             | 1996          | 1999            |
| M-tv 3+2      | 3+2             | 1996          | 1998            |
| Business TV   | Armenia TV      | 1997          | 2000            |
| Biayni        | Biayni          | 1996          | 2000            |